# Київ-Пасажирський (локомотивне депо)
Локомоти́вне депо́ «Київ-Пасажирський» (ТЧ-1) — одне з 9 основних локомотивних депо Південно-Західної залізниці. Розташоване на станції Київ-Пасажирський.

## Історичні відомості
Засноване 1870 року при будівництві залізниць Київ-Курськ та Київ-Балта та побудови залізничного вокзалу у Києві як паровозне депо. З 1960-х років обслуговує електровози.
23 травня 1983 року до локомотивного депо ТЧ-1 «Київ-Пасажирський» надійшов перший електровоз чеського виробництва ЧС8-002. Незважаючи на час, даний електровоз залишається справжньою основою пасажирських перевезень та одним з найбільш потужних цієї моделі пасажирських електровозів у світі.

## Рухомий склад
- Електровози: ЧС4, ЧС8, ДС3.